# Herb gminy Sadki
Herb gminy Sadki – symbol gminy Sadki, autorstwa Grzegorza Górnikiewicza, ustanowiony 26 listopada 1997.

## Wygląd i symbolika
Herb przedstawia na tarczy koloru zielonego skrzyżowane złote wiosło (pochodzące z herbu rodu Bnińskich) i złoty pastorał (nawiązujące do legendy o świętym Wojciechu – orszak z jego ciałem miał zatrzymać się na nocleg na wzgórzu w Sadkach). Nad nimi znajduje się złota korona, nawiązująca do historii Sadek, natomiast poniżej – czerwone jabłko (związane z hipotezą pochodzenia nazwy miejscowości). Zielone pole herbu to symbol rolniczego charakteru gminy. 